# 捕鲨割鳍

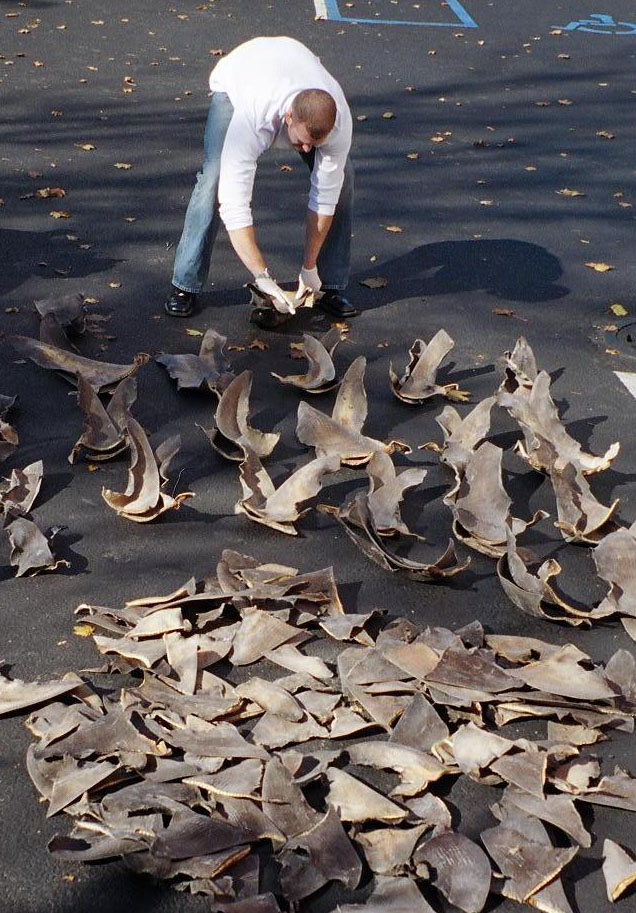
美国国家海洋和大气局特工点数查沒的鯊魚鰭。

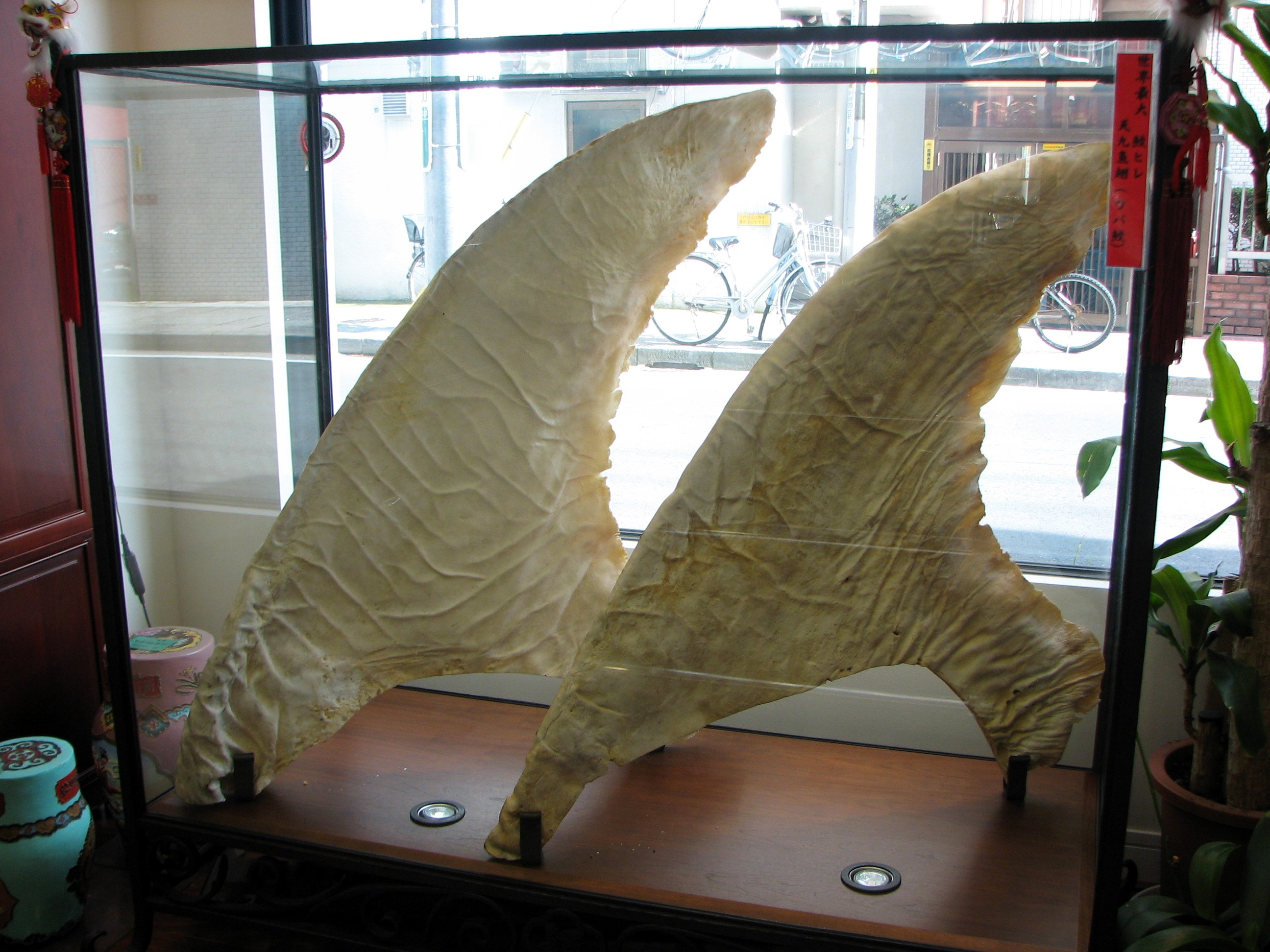
日本横滨一家药店展示的鯊魚鰭

捕鲨割鳍或割鳍弃身（英語：Shark finning）是指从鲨鱼身上割下鱼鳍（即鱼翅）、并将鲨鱼身体的余下部分扔回大海的行为，这种行为在许多国家都被禁止。在被丢回大海后，失去鳍的鲨鱼通常还活着（因此也称“活鲨割鳍”）。由于无法正常游泳，它们会沉入海底并窒息而死，或是被其他掠食者吃掉。对海上的渔船而言，割鳍弃身能提高盈利能力并增加捕獲的鲨鱼数量，因为它们只需要储存和运输鲨鱼鳍——目前，鱼鳍是鲨鱼身上最值钱的部分；鲨鱼肉则太占体积，不便运输。一些国家已经禁止这种做法，并要求在割下鱼鳍之前将整条鲨鱼带回港口。
据报道，自1997年以来，捕鯊割鰭的增多主要是由于随着经济增长、捕捞技术和市场经济的发展以及中国市场对鲨鱼鳍作为魚翅羹和传统药物的需求的增长。近年来，市场上也出现了基于培植肉的魚翅羹替代品。
国际自然保护联盟（IUCN）鲨鱼专家组指出，捕鯊割鰭很普遍，“迅速扩大且基本不受管制的鱼翅贸易是对全世界鲨鱼种群最严重的威胁之一”。全球鱼翅贸易的价值估计为 5.4 亿至 12 亿美元（2007 年）。鱼翅是最昂贵的海产品之一，通常零售价为 400 美元每公斤。在禁止捕鲨割鳍的美国，一些买家将鲸鲨和姥鲨视为战利品物种，并愿意花 1 至 2 万美元购买一个鳍。
联合国粮食及农业组织（FAO）统计的受监管的全球鲨鱼捕捞量近年来一直稳定在年均略高于 500,000 吨的水平。但其他不受管制和未报告的捕捞十分常见。
捕鯊割鰭给海洋生态系统造成了灾难性的危害。 每年有大约 7300 万到 1 亿条鲨鱼因此而死亡。这种行为威胁到各个鲨鱼物种，包括极度濒危的扇贝双髻鲨（又称紅肉丫髻鮫）。
需要注意，禁止捕鯊割鰭（英語：Shark finning）与禁止鲨鱼捕捞可能不同。一些国家可能已经立法禁止割鳍弃身，但只要渔民带着鲨鱼尸体回到岸边，捕鲨数量就不受限制。

## 过程
如图所示，鲨鱼身上的每一个鳍几乎都会被作为目标。从鲨鱼的顶部割去主、次背鳍，另割下胸鳍。然后是骨盆鳍、臀鳍和底部的尾鳍或尾巴。 
由于鲨鱼的其余部分相对于鳍价值很低，有时当渔船仍在海上时会割下鲨鱼鳍，而没有鳍且通常仍然活着的鲨鱼会被扔回海中，以腾出船上的空间。在法律语境中，“捕鯊割鰭”（英語：Sharking finning）一词可以特指这种从活鲨鱼身上割鳍并当仍在海上时丢弃遗体的做法。 就这些法律而言，在渔获加工过程中割取陆地上的鱼鳍不一定被视为捕鯊割鰭。
此類活動涉及的最常见的鲨鱼种类包含：  

割鳍的典型目标部位

- 黑邊鰭真鯊（Carcharhinuslimbatus）
- 大青鲨 (Prionace glauca，真鲨科的一种)
- 公牛鲨（Carcharhinus leucas，真鲨科的一种）
- 锤头鲨（雙髻鯊/Sphyrnidae 科）
- 远洋白鳍鲨（Carcharhinus longimanus ，真鲨科的一种）
- 鼠鲨（Lamna nasus，鲭鲨/mackerel的一种）
- 尖吻婧鲨（Isurus oxyrinchus，鲭鲨/mackerel的一种）
- 铅灰真鲨（Carcharhinus plumbeus，真鲨科的一种）
- 鐮狀真鯊（Carcharhinus falciformis，真鯊科的一種）
- 薔薇真鯊（Carcharhinus brevipinna，真鯊科的一種）
- 长尾鯊（Alopiidae 科）
- 鼬鯊（Galeocerdo cuvier，真鯊科的一種）
- 大白鲨（Carcharodon carcharias，鲭鲨科的一种）

## 影响

### 對鲨鱼個體

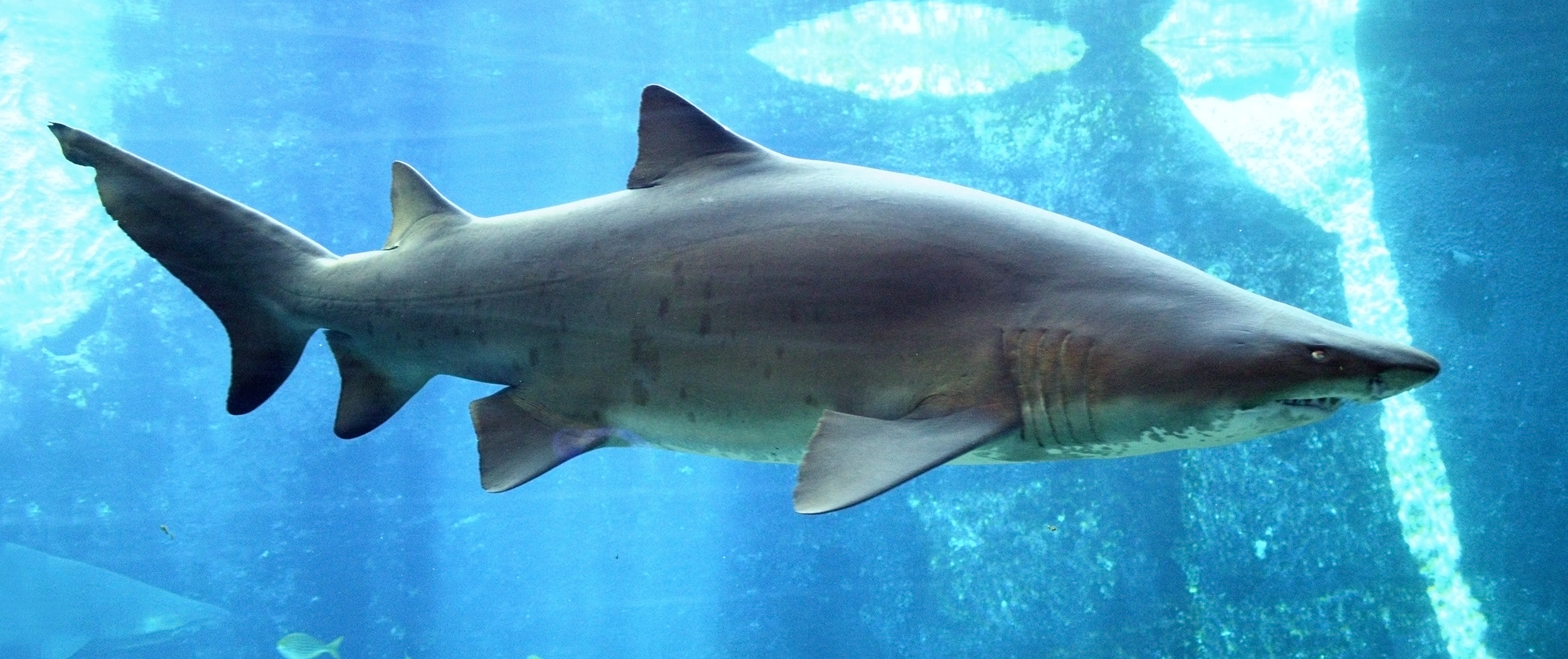
沙虎鲨是一种大型沿海鲨鱼，栖息在世界各地的沿海水域。它的数量大幅下降，现已被列为IUCN 红色名录中的易危物种。

当鲨鱼的鳍被割下后，它们很可能会因缺氧而死亡，因为它们无法通过鳃过滤水；或者在海底被其他鱼吃掉，因爲它們此時已無能應對。研究认为，每年有 7300 万条鲨鱼被割鳍，科学家指出，这个数字可能接近 1 億大关。大多数鲨鱼物种生长速度缓慢，繁殖率低，繁殖速度跟不上目前的死亡率。 

### 對鲨鱼种群
一些研究指出，每年有 2600 万到 7300 萬條鲨鱼因鱼鳍被捕獲。1996 年至 2000 年期间的年中位数为 3800 萬，幾乎是联合国粮食及农业组织（FAO）记录的数字的四倍，而這一數字远低于许多环保人士的估计。据报道，2012年全球鲨鱼捕获量为 1 億。
鲨鱼的成長遵循K-选择理論，这意味着它们往往生长缓慢，成熟时体型较大，年龄较晚，繁殖率低。这使得它们極易受到过度捕捞的影响，例如捕鯊割鰭。最近的研究指出，顶级捕食者数量的变化可能对多种生态过程产生级联影响。
在过去的 50 年中，某些鲨鱼物種的数量下降了 80%。一些组织認爲普通的鲨鱼捕捞或兼捕（英語：bycatch，即其他渔业无意中捕获）是某些鯊魚物种种群減少的原因，而鱼翅市场對此影响甚微——兼捕佔鲨鱼捕獲量总数的 50% 。其他組織则认为對魚翅羹的需求是鲨鱼種群數量下降的主要原因。

### 對其它物種
鲨鱼是顶级捕食者，对海洋系统和过程有广泛的影响，尤其是珊瑚礁。 野生救援组织（WildAid）的一份关于全球鲨鱼威胁的报告进一步解释了这些动物的重要性。
极度濒危的锯鳐（Pristidae）的鳍“在亚洲市场上备受青睐，是最有价值的鱼翅之一”。锯鳐现在受到濒危野生動植物国际贸易公约（CITES） 附录 I 的最高保护等级的保护

Live Science 提道：
“在某些生态系统中，过度捕捞鲨鱼对整个海洋食物链造成了严重影响。 [……] [一项]研究发现，从加勒比海的珊瑚礁环境中清除鲨鱼对其他物种产生了涓流性的影响。没有鲨鱼，鲨鱼經常捕食的食肉性鱼类茁壮成长。食肉鱼繼而捕食能保持珊瑚清洁的鹦嘴鱼。随着时间的推移，珊瑚礁从以珊瑚为主的地方变成了被藻类侵占的地方。” 

## 鲨鱼的瀕危
在IUCN 红色名录中，有 39 种板鳃亚纲（elasmobranches，即鲨鱼和鳐鱼）魚類被列为受威胁物种（极危、濒危或易危）。 
2013年，《濒危野生动植物种国际贸易公约》（CITES）列出了鲨鱼的瀕危情況。
附录 I 列出了面临灭绝威胁的动物：
- 真鯊科（Requiem sharks；即虎鲨、公牛鲨等)
- 双髻鲨（Hammerhead sharks）
- 长尾鲨（Thresher sharks）
- 姥鲨（Basking sharks）
- 鲭鲨（Mackerel sharks）
- 鹰鳐（Eagle）和蝠鲼（Mobulid rays）
- 淡水黄貂鱼（Freshwater singrays）
- 鲸鲨（Whale sharks）[34]
- 锯鯊（Sawfishes）

附录 II 列出了现在未必面临灭绝威胁，但除非贸易受到严密控制，否则可能会面临灭绝威胁的动物。
- 姥鲨（Cetorhinus maximus )
- 大白鲨（Carcharodon carcharias ）
- 鲸鲨（Rhincodon typus ）

截至 2014 年，还有 5 个物种被列入名单——
- 扇贝双髻鯊(Sphyrna lewini )
- 無溝双髻鲨（Sphyrna mokarran）
- 锤头雙髻鯊（Sphyrna zygaena）
- 鼠鯊（Lamna nasus）
- 海洋白鳍鲨（Carcharhinus longimanus）

## 反对意见
海洋守护者协会的保护船「海洋勇士号研究船」的船员在哥斯達黎加的科科岛国家公园保护区内目睹并拍摄了工业规模的捕鲨割鳍。纪录片「鲨鱼：珊瑚礁管理员」中特別展現了這些場景，并记录了来自西澳大利亚和中美洲的影像片段。这部纪录片还考察了捕鯊割鰭对文化、金融和生态的影响。水下摄影师理查德·梅里特（Richard Merritt）在印度尼西亚目睹了對活鲨鱼进行割鰭，他看到躺在海床上的一動不動的无鳍鲨鱼仍然活着，就在渔船下方。  紀錄片還目睹並記錄了印度尼西亚拉賈安帕特群島的一个海洋保护区内的捕鯊割鰭行爲。 
动物福利和动物权利组织出於道德的考量强烈反对捕鯊割鰭，因为这种做法给鲨鱼带来了很大傷害，导致它们緩慢地死于饥饿或窒息，而且捕鯊割鰭是全球鲨鱼数量迅速下降的原因之一。
捕鯊割鰭有时与有组织犯罪有关，例如在南非、 斐济、和夏威夷的華人帮派。
此外，据报道，鱼翅中发现大量有毒汞。反对者認爲這可能導致醫學危害。一家多学科的非营利性科学研究组织鲨鱼研究所（Shark Research Institute）提出：“沉迷于这道菜之所以如此有害，是因为生物累積性。毒素会集中在动物体内，隨食物链向上游移动。由于鲨鱼是海洋中体型最大、寿命最长的物种之一，它们在食物链上的高位，因此它们会攝入积累在猎物身上的大量毒素。” 

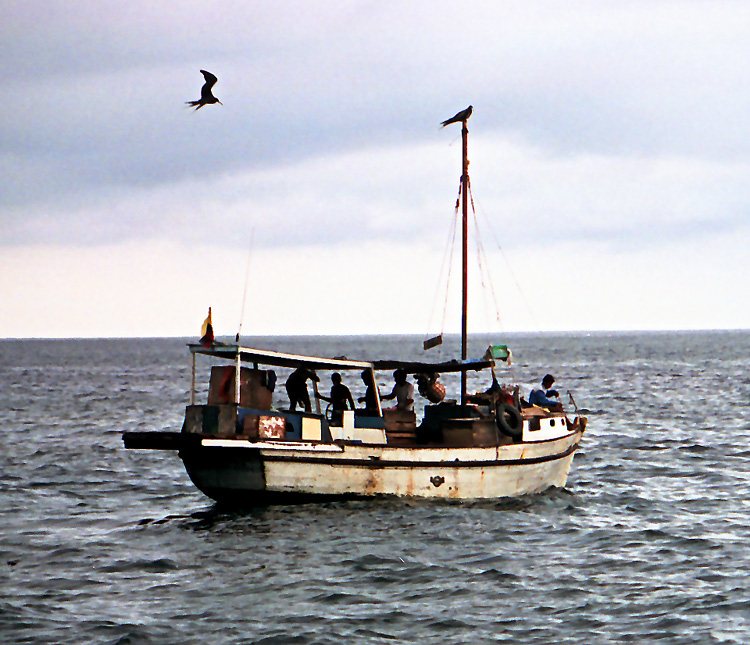
载有鲨鱼鳍的渔船，摄于厄瓜多尔加拉帕戈斯

香港进口的魚翅有三分之一来自欧洲。 西班牙是迄今为止最大的供应商，每年供应 2,000 至 5,000 公吨。挪威供应 39 公吨，但英国、法国、葡萄牙和意大利也是主要供应商。 香港处理至少 50%、甚至可能高达 80% 的世界鱼翅贸易，主要供应商是欧洲、台湾、印度尼西亚、新加坡、阿拉伯联合酋长国、美国、也门、印度、日本和墨西哥。  Giam 的文章認爲， “鲨鱼几乎是從世界各地捕獲……尽管布鲁塞尔渔业委员会明确反對，但在欧洲水域捕捞鲨鱼的限制很少。歐洲消費者對角鯊、星鯊、猫鲨和鰩魚有很大的需求……加拿大和美国的情况类似：大青鲨作为一种运动鱼受到追捧，而鼠鯊、白斑鲨、灰鲭鱼和多刺角鲨则是商业捕鱼的一部分……真相是：鲨鱼将继续被更有组织、更先进的渔业国家大规模捕杀。瞄准魚翅羹不会阻止这种意外捕获。如果不喝魚翅羹，这些捕获的鱼翅将被扔掉或变成动物饲料和肥料。”
據稱，澳大利亚博物学家史蒂夫·欧文在中国餐馆一看到菜单上的魚翅羹就會離開。 美国華裔厨师譚榮輝（Ken Hom）认为西方尽管强烈抗议鱼翅，但在保护鳕鱼和生产鱼子酱的鲟鱼种群方面做得很少，不過他也强调仅收获鱼鳍十分浪费。 
2007年，加拿大的导演和摄影师罗伯·斯图尔特 (电影制片人)（Rob Stewart）創作電影「鲨鱼海洋」（Sharkwater），詳盡展現了捕鯊和鱼翅產業存在的嚴重問題。 2011年3月，美国之音的慢速英语播出了15分钟的科学欄目介紹捕鯊割鰭。 
据 WildAid 称，社會运动促成中国民众对捕鯊割鰭更加反对。在北京 2008 年的一项调查中，89% 的受访者支持禁止鱼翅。新浪微博 2010 年的一项投票中，有 27,370 人支持禁止销售鱼翅，只有 440 人反对。在 2013 年 8 月对中国四个城市的受访者进行的一项调查中，91% 的人支持政府禁止鱼翅贸易。 

## 統計報告

自 1950 年以来全球鲨鱼捕捞量的變化。来源[http://www.fao.org/fishery/statistics/global-capture-production/query/en

濒危野生动植物种国际贸易公约委员会（CITES）任职时间最长的成员暨新加坡的鱼翅业代表 Giam Choo Hoo 認爲：“人们以爲，只为了魚翅而杀死鲨鱼并在鲨鱼还活着的时候切断魚鰭是很常見的，这个看法是错误的……市场上绝大多数鱼翅都是从鲨鱼死后取来的。” 
研究人员通过数据来反驳这一说法：基於对鱼翅行业贸易数据的统计分析，2006 年的一项研究估计，全球每年捕獲 2600 到 7300 万条鲨鱼。 將其转换为鲨鱼生物質，則該數字比粮农组织（FAO）捕捞生产统计数据中记录的捕捞量高出三到四倍，後者是唯一的全球鲨鱼捕捞数据库。 根据研究人员的说法，这种差异“可能归因于以下因素……例如，未记录的鲨鱼上岸量、被記作的[不定]類別的鲨鱼生物量和/或高頻率地從鯊魚身上割鰭並將遺體扔回大海。”海洋保护主义者 Meliane 说：“此外，將带鳍的鲨鱼和鳐鱼整體帶上岸将有助于物种识别，促进标准化数据收集和官方渔获统计报告，并消除潜在的执法漏洞。” 由于遗骸并不能總被正确识别，科学家的报告和统计数据可能并不总是可靠的。简而言之，研究人员认为该行业要么低估了每年捕捞的鲨鱼数量，要么頻繁地進行割鰭棄身。
根据非营利性环保組織 Shark Stewards 的说法，“大多数鱼翅都被運到香港加工，然后再出口到中国和美国等其他国家。作为干燥产品交易的鱼翅没有任何文件证明鲨鱼的捕获地、鲨鱼的物种、是合法捕撈還是在外海割鰭而得。”结果，许多消费者不知道鱼翅是从哪里来的，也不知道它是合法还是非法捕获的。

## 国际限制

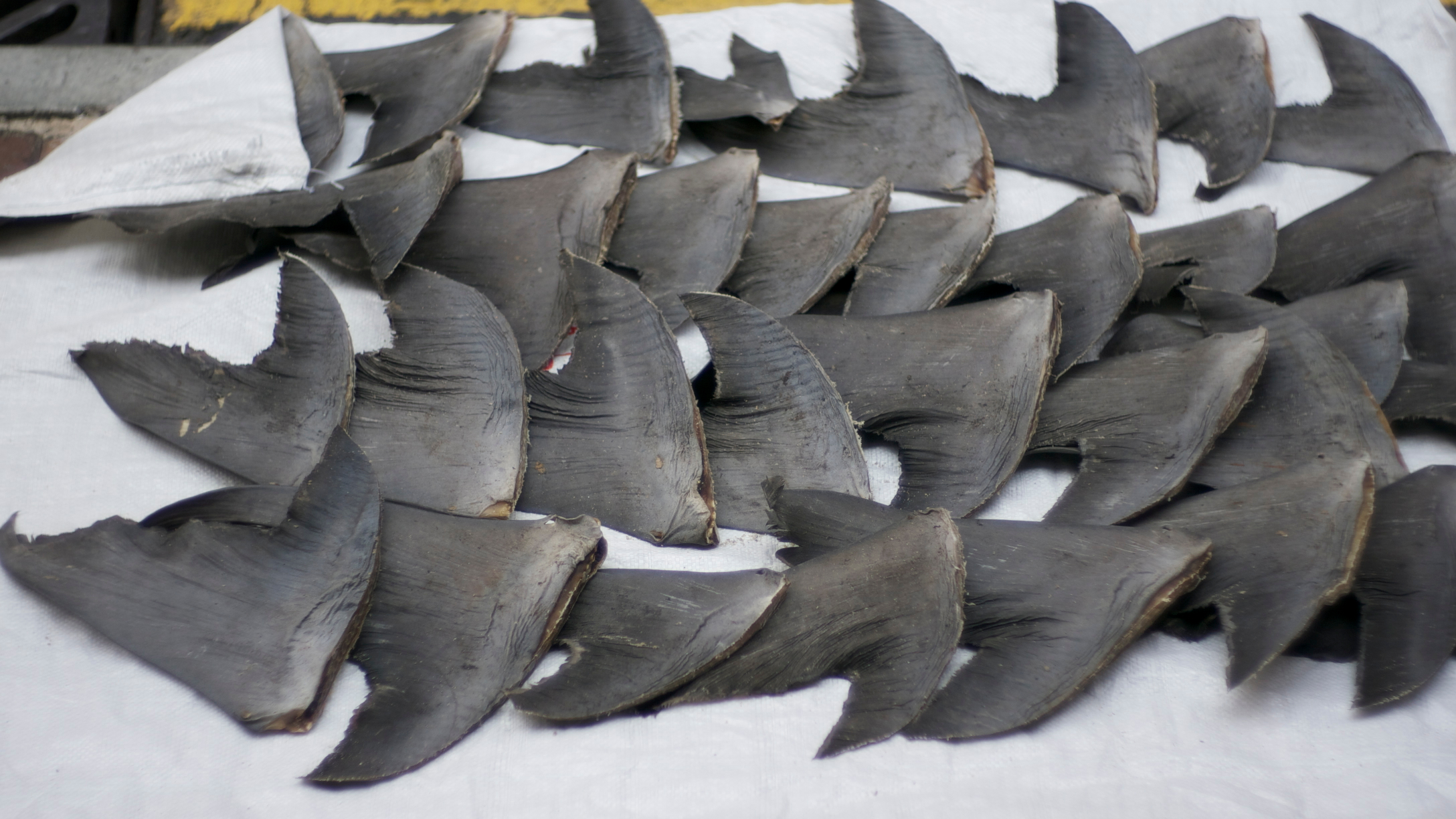
香港人行道上晾曬的新鲜鲨鱼鳍

2013 年，已有 27 个国家和欧盟禁止捕鯊割鰭； 国际水域仍不受管制。国际渔业監管者正在考虑禁止在大西洋和地中海捕捞鲨鱼（和割鰭）。在东太平洋，捕鯊割鰭是被禁止的，但在太平洋和印度洋的大部分地区，鲨鱼捕捞和割鰭活动有增无减。据报道，在泰国和新加坡等国家，針對捕鯊割鳍的公众广告使得消费减少了 25%。
限制措施主要分爲四類：
- 設立鲨鱼保护区：保護邊界內完全禁止鲨鱼捕捞。這包括對任何鲨鱼的商业捕捞、兼捕、持有、贸易以及销售鲨鱼和鲨鱼产品。尽管有這些禁令，但因無法確保鲨鱼會一直在这些边界内，它们很容易在不知不觉中游出保护区并被捕獲、割鰭或杀死。根据《世界各地的鲨鱼保护区》一文，截至 2018 年 3 月，全球共有 17 个鲨鱼保护区。 [58]
  - 马尔代夫 - 353,742平方英里（916,190平方） - 成立于2010年
  - 帕劳 - 233,317平方英里（604,290平方） - 成立于2009年
  - 密克罗尼西亚联邦 - 1,155,448平方英里（2,992,600平方） - 成立于2015年
  - 马绍尔群岛 - 769,205平方英里（1,992,230平方） - 成立于2015年
  - 萨摩亚 - 49,421平方英里（128,000平方） - 成立于2018年
  - 新喀里多尼亚 - 480,697平方英里（1,245,000平方） - 成立于2013年
  - 库克群岛 - 756,812平方英里（1,960,130平方） - 成立于2012年
  - 法属波利尼西亚 - 1.840,642 平方英里 - 成立于2012年
  - 洪都拉斯 - 92,757平方英里（240,240平方） - 成立于2011年
  - 巴哈马 - 242.971 平方英里 - 成立于2011年
  - 多米尼加共和国 - 104,050平方英里（269,500平方） - 成立于2017年
  - 开曼群岛 - 45,998平方英里（119,130平方） - 成立于2015年
  - 博内尔岛 - 3,747平方英里（9,700平方） - 成立于2015年
  - 英属维尔京群岛 - 30,933平方英里（80,120平方） - 成立于2014年
  - 圣马丁 - 193平方英里（500平方） - 成立于2016年
  - 萨巴 - 3,102平方英里（8,030平方） - 成立于2015年
- 要求回港時鲨鱼必须是完整帶鳍的；
- 設立法規，管制鳍与身的質量比例；
- 設立鲨鱼产品贸易法规。 [59]

### 欧洲联盟
自 2003 年起，欧盟禁止捕鲨割鳍（法规 (EC) No 1185/2003）。
2011 年 11 月，歐盟委員會（EC）批准了一项规则，要求所有在欧盟注册的渔船只能運回保留所有鳍的鲨鱼。由于法規允许在船上分離鳍並允許其他身体部位在不同的港口運回，禁令被证明难以执行。欧盟议会渔业委员会支持歐盟委員會禁止鲨鱼身体和鱼鳍分开運回的提议；然而，漁業委员会批准了一项修正案，允许在船上分離鳍。
2012 年 3 月 19 日，欧盟理事会通過一项通用方法，支持委员会堵住歐盟捕鯊割鰭立法中的漏洞並确保所有鲨鱼无一例外地完整帶着魚鰭。据信，成員國中僅西班牙和葡萄牙反对委员会的提案。
2013 年 6 月 6 日，欧盟理事会完成填捕捕鯊割鰭禁令漏洞的最后一步。通過无一例外地施行“自然附着鱼翅”（英語：Fins Naturally Attached，FNA）政策，欧盟现在已经有效地終止了欧盟船只捕鯊割鰭的行爲。 

## 各國和地区限制

### 澳大利亚
活鯊割鰭，即从活鲨鱼身上切下魚鳍并丟棄尸体的行爲，在澳大利亚所有司法管辖区都是非法的。澳大利亚仍然参与鱼翅贸易。該國通過施行「魚翅自然附着」（FNA）的政策，减少並管制渔业中活鯊割鰭的行爲。但并非所有州都采用了这一政策。在昆士兰州和西澳大利亚州，這一政策未被實施，这意味着非法的活鯊割鰭和丟棄餘體的行爲仍可能发生。最近，北领地（NT）政府对其鲨鱼捕捞业实施改革，施行“鱼鳍自然附着”政策，採取更严格的监管，跟上了国际和該國的最佳做法。 FNA 意味着将鲨鱼带回陆地时魚鳍必须附着在鲨鱼身上，这已被证明能大大减少非法捕撈和在海上遺棄不需要的鲨鱼的行为，并阻止活鲨割鳍。
任何涉及鲨鱼捕捞的联邦渔场（Commonwealth fisheries），例如有时会意外捕获鲨鱼的东、西部金枪鱼和长嘴鱼渔场（Eastern and Western Tuna and Billfish Fisheries），都不允许在海上割鳍。除了管制法规外，澳大利亚渔业管理局（AFMA）还采取了诸多措施以阻止捕鲨割鳍，例如检查渔船和渔业场所，为所有渔船装配运动监测装置，以及为部分渔船装配录像和 GPS 定位设备。此外，回港时鱼鳍必须在鲨鱼身上。并且某些州或地区还有额外的规定。例如在新南威尔士州，捕获的鲨鱼或鲨鱼的任何相关部分在任何时候（包括登陆后）都不得在没有自然附着鱼鳍的情况下登上任何船只。 

#### 进口产品
在澳大利亚，野生动物及其产品的进出口受《1999 年联邦环境保护和生物多样性保育法案》（EPBC 法案）第 13A 部分的管制，该法案由可持续发展、环境、水、人口和社区部負責監管。這些法規适用于个人、商业组织和非营利组织。 進口《濒危野生动植物种国际贸易公约》（CITES）附录 II 中的鲨鱼到澳大利亚用于个人或商业目的均不合法，除非：
- 其附有澳大利亚 CITES 进口準证（只有获得境外 CITES 出口準证才能获得澳大利亚进口準证）；或者
- 其附有境外 CITES 管理机构出具的有效憑證，證明标本是在該物种被列入 CITES 之前获得的（pre-CITES 證書）；或者
- 其附有海外 CITES 出口準證或等效文件，且是个人随身行李的一部分，仅供个人使用，不得用于商貿或销售。

进口除上述物种以外的鲨鱼不需要许可证。为避免扣押，所有产品都必须有明确的标签或有证明原产地物种的文件。

### 加拿大
自 1994 年以来，捕鯊割鰭在加拿大一直是非法的。2019 年，加拿大通过了禁止鱼翅进出口的法律，成为第一个实施全国禁令的国家。 
2011 年底，安大略省布兰特福德市成为加拿大第一个通过新的（英文）（bylaws），禁止拥有、销售或消费鱼翅产品的城市。布蘭特福德是一個中等城市，沒有餐館提供鱼翅，所以没人反对禁令。因此，这在很大程度上是象征性的。尽管如此，一些城市很快跟进，包括多伦多、卡尔加里、密西沙加和南安大略省的几个城市：
- 安大略省布兰特福德市：11 票对 0 票[67]
- 安大略省奥克维尔市：7 票对 0 票[68]
- 安大略省密西沙加市：11 票对 0 票[69]（后来于 2013 年 5 月 8 日被市议会废除） [70] [71]
- 多伦多市：38 票对 4 票[72]（后来在 2012 年 11 月 30 日被法院推翻） [73]
- 安大略省纽马克特市：8 票对 1 票[74]
- 卡尔加里市：13 票对 2 票[75]

萬錦市和列治文山市选择不提出动议，指出这个问题是联邦事务。售賣鱼翅的中国餐馆和企业反对该禁令，并在 2011 年底表示，一旦罚款，他们将在法庭上质疑（challenge）这些地方法。 当多伦多征收高额罚款时，他们就是这样做的。
2012年底，安大略省高等法院推翻了多伦多的鱼翅禁令，裁定该法律超出了该市的权力范围，没有“合法的地方目的”（英語：local purpose），因此“没有效力”。法官認同捕鯊割鰭的做法是不人道的，但他不同意多伦多为地方目的辩护的理由——即食用鱼翅可能給其居民的健康和安全以及城市的环境福祉帶來“不利損害”。多伦多已发出法律通知，计划对法院裁决提出上诉。 
2012 年 12 月 1 日，安大略省高等法院法官詹姆斯·斯賓塞（James Spence）裁定多伦多的禁令无效。多伦多华人商界的成员也对该禁令提出质疑。斯賓塞法官表示，该市无权执行禁令。2012 年 9 月，多伦多市长羅柏特·福特（Rob Ford）认为禁令不在该市的职责范围，所以当时并不支持。 
2013 年 3 月 27 日，一项禁止向加拿大进口鱼翅的私人草案在下议院未獲通過。捕鯊割鰭在加拿大水域已经是非法的，但没有法律禁止魚翅进口。2018 年 10 月 23 日，參議院通过了保守党参议院成员迈克尔 L.麦克唐纳（Michael L. MacDonald）提出的 S-238 法案。該法案禁止進出口魚翅製品，现在将提交下议院进行进一步辩论。 
在 2018 年 5 月初的讨论中，卡尔加里市议会决定暂时不实行全面禁令。负责调查此事的工作组不支持全面禁令，并认为应关注于寻找符合道德的鲨鱼产品来源。市议会委员会听取了工作组的意见，并令其在 12 月前提出计划方案。 市议员约翰·马尔（John Mar）表示将有更多时间讨论、参与，并审视可持续鲨鱼产品的不同选项及其它可能性。委员会还投票修改了地方法中的措辞，该地方法此前已通过一读。新措辞将禁止鱼翅的销售、分销和贸易，但不禁止拥有和消费。温哥华市议员郑文宇（Kerry Jang）在卡尔加里市议会会议上表示，这不是“文化问题”，并指出中国和中国政府也决定在国宴中逐步淘汰所有鱼翅。他还提到，类似于卡尔加里的情况，多伦多等地的地方法试图也禁止持有和消费，但这很难执行和管制，而条文措辞也面临市政管辖权的法律问题。 
2013 年 5 月 27 日，卡尔加里市议会在卡尔加里无鱼翅组织（Shark Fin Free Calgary）的反对声中，推翻了禁令。卡尔加里华人社区对此禁令抗议已久。负责此事工作组不支持在短时间内就决定实行全面禁令。据《卡爾加里先驅報》的报道，卡尔加里市市长纳希德能施（Naheed Nenshi）称其从不想要全面禁令，尽管他在前一年投票支持禁令。同时，他认同工作组的建议，认为除了实行地方法外，有很多其它的方法能阻止捕鲨割鳍的行为。

### 中国大陆
NBA全明星、中国篮球运动员姚明在 2006 年 8 月 2 日的新闻发布会上承诺不再吃魚翅羹。  据报道，姚明的队友、美国篮球运动员特雷西·麦格雷迪表示，他第一次尝试时对这道汤印象深刻，但麦格雷迪的評論遭到世界自然基金会香港分會的批評。 
评论指出，中国大陆的鱼翅消费与政府官员腐败及公款消费有关。2012 年 7 月，中國宣布將禁止在政府宴会上食用鱼翅，禁令于 2013 年生效。

### 香港

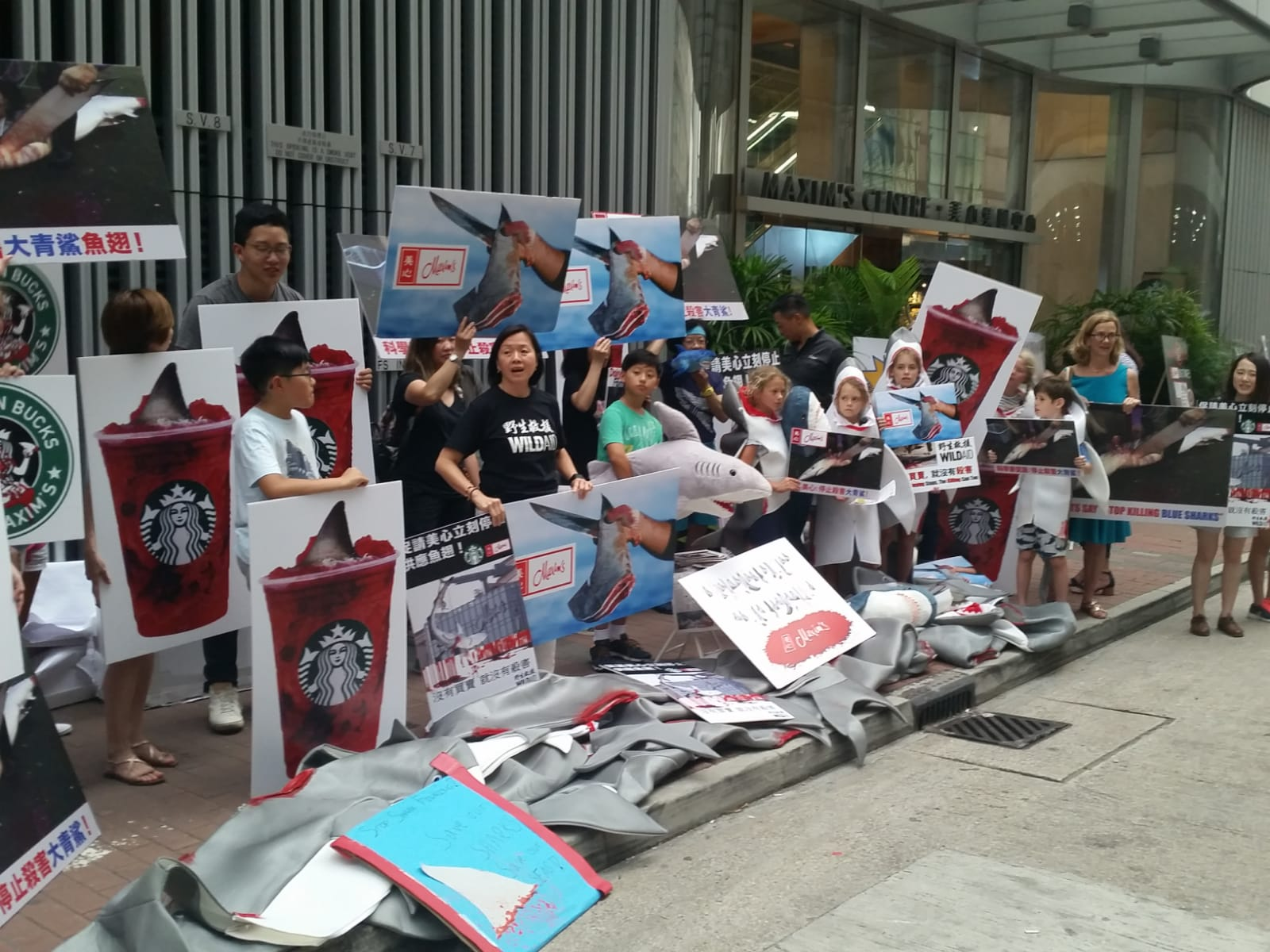
2018 年 6 月 15 日，鱼翅抗议者在香港美心总部抗议。他们也抗议星巴克将其区域许可证授予美心。

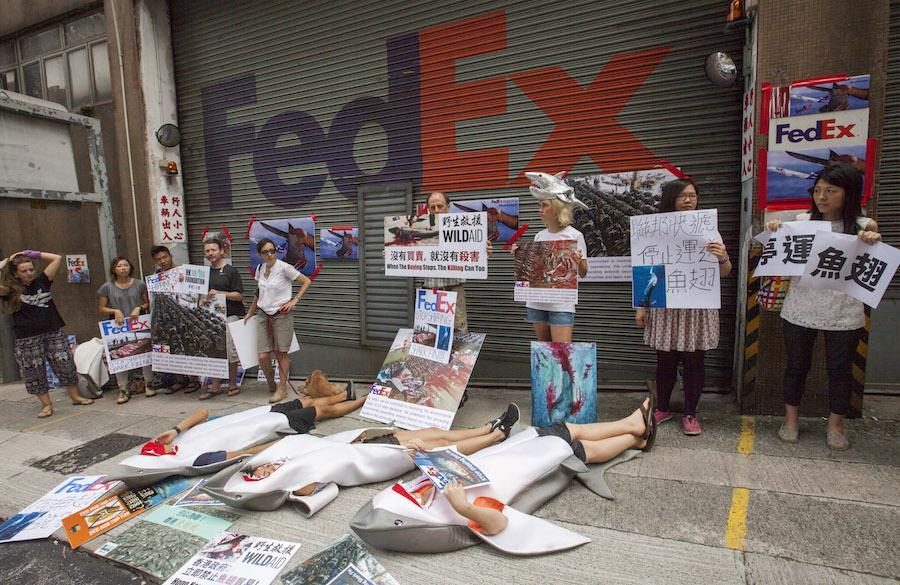
2016 年 7 月 3 日，鱼翅抗议者在香港坚尼地城的联邦快递仓库。

2018 年 3 月 8 日，世界自然基金会报道，「进口到香港的鱼翅数量已由 2007 年的 10,210 吨下降至 2017 年的 4,979 吨，跌幅超过 50%。」抗议者针对各种品牌进行了反鱼翅示威。国泰航空于 2016 年 5 月在香港国际机场的抗议活动中成为目标， 後于 2016 年 6 月宣布将停止运输鱼翅。在环保组织的国际压力下，尽管对这种美味的需求很高，但香港迪士尼乐园还是从其婚宴菜单中删除了魚翅羹，因为环保组织威胁要在全球范围内抵制其公园。 半岛酒店集团于 2012 年禁售鱼翅。 2018 年 4 月，鱼翅抗议者闯入香港国际金融中心的 Shake Shack开幕式。这是因为 Shake Shack 与美心食品（Maxim's Caterers）合作。因在当地餐馆中使用鱼翅，美心时常被抗议，其直属品牌的营业场所已成为众多抗议活动的目标。  2018 年 6 月 15 日，抗议者在一次示威活动中直接将目标对准了美心的总部，并批评星巴克将区域特许授予美心。  

### 台湾
台湾于 2011 年禁止捕鲨割鳍。但是，相关立法仅处罚渔船，而对售卖鱼翅的商家缺少管制。据报道，直到 2021 年，在海上割鰭棄身仍较常见而难以禁绝。甚至还有蔘藥行公開叫卖 CITES 认定的濒危物种。
2020年，台灣漁業署依照中西太平洋漁業委員會之規範，舍弃原先的限制鱼身和鱼鳍比例的做法，转而采取更严格的「鰭連身、鰭綁身、同袋或同標籤」的措施规范。環境正義基金會的评价认为，此种做法便利港口检查及执法，因而有助于减少割弃鳍身。

### 马来西亚
马来西亚是 2000 年至 2009 年间世界十大鱼翅进出口国之一。2002 年至 2011 年，马国共捕捞 231,212 吨鲨鱼，位居世界第八，占同期全球鲨鱼捕捞量的2.9%。
2007 年，马来西亚自然资源与环境部部長阿兹米卡立（Azmi Khalid）向马来西亚自然协会（Malaysian Nature Society）承諾，將在官方活动中出現禁止魚翅羹，以保护鲨鱼物种。  2012年，沙巴州（Sabah）旅游、文化和环境部长提出了一项渔业法修正案，将强制在仙本那（Semporna）和该州其他鲨鱼聚集区设立鲨鱼保护区。该禁令被暫時擱置，直到联邦政府就此作出决定。 2015年，农业和农产业部长阿末沙比里（Ahmad Shabery Cheek）表示，禁止捕鲨割鳍是“不必要的”，因为马来西亚不存在这一产业。他接着说，“鲨鱼通常是与其他鱼类一起进入渔网时被意外捕获的。” 

### 新西兰
大白鲨在新西兰领海得到充分保护。但對於其它鲨鱼物種，如果鲨鱼死了，那麼割鰭是合法的。新西兰皇家森林和鸟类保护协会（Forest and Bird）正在开展宣传活动，以提高人们对捕鯊割鰭的认识 ，许多美食愛好者都参与了这项活动。 
自 2014 年 10 月 1 日起，在新西兰，商业捕魚者从任何鲨鱼身上取下鳍并将尸体丢弃在海上都是违法的。对某些物种，还有具体的規定。 

### 帕劳
2009 年，帕劳共和国创建了世界上第一个鲨鱼保护区。在帕勞的专属经济区（EEZ）内捕捞鲨鱼是违法的。該區覆蓋 230,000平方英里（600,000平方）  ，大约有法国大小。总统约翰逊·托里比翁（Johnson Toribiong）也呼吁在全球範圍禁止捕鲨割鳍，并表示：“除非我们采取积极行动保护它们，否则这些生物正在被屠杀，且可能瀕臨灭绝。” 

### 新加坡
总部位于新加坡的连锁賣場冷藏公司超市（Cold Storage）已加入世界自然基金会新加坡可持续水產品集团，并同意在其全国 42 家门店停止销售所有鱼翅和鲨鱼产品。该賣場是牛奶國際（Dairy Farm）的子公司，後者是一家领先的泛亚洲食品零售商，在亚太地区经营着 5,300 多家门店，雇佣了约 80,000 名员工。这是新加坡第一家实行无鱼翅政策的賣場。 
新加坡最大的连锁超市職總平價合作社（NTUC Fairprice）和家乐福大卖场也将于 2012 年 4 月之前在其门店禁止所有鱼翅产品。  

### 美国

#### 全国范围

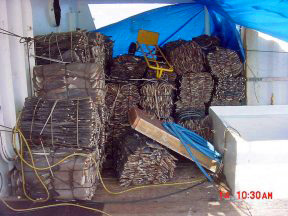
2002年被查获的「钻石王 II」（King Diamond II）渔船。当时船上有32 ST鲨鱼鳍（鱼翅）。这些鲨鱼鳍从大约 30,000 条鲨鱼身上收获。

比尔·克林顿（Bill Clinton）签署了《2000 年捕鲨割鳍禁止法案》（SFPA），该法案禁止在美国领海内的任何渔船上以及在国际水域的所有悬挂美国国旗的渔船上捕鲨割鳍。此外，如果没有匹配的鲨鱼尸体，鲨鱼鳍就不能进口到美国。 
2002 年，美国在阻止鱼翅贸易方面取得显著的早期成功，截获并扣押了「King Diamond II」（钻石王二号）。这是一艘悬挂美国国旗的香港船只，开往危地马拉。该船载有64,695英磅（32.3短噸；29.3公噸）成捆的鲨鱼鳍——估计来自 30,000 条鲨鱼——使其成为有史以来缉获的最大数量的鲨鱼鳍。 六年后，该扣押决定在法庭上被撤销：在「美国对大约 64,695 磅的鲨鱼鳍」（United States v. Approximately 64,695 Pounds of Shark Fins）一案中，第九巡回上诉法院裁定，SFPA 法案没有涵盖本案中被扣押的鲨鱼鳍。斯蒂芬·莱因哈特（Stephen Reinhardt）法官发现钻石王二号不符合法规对渔船的定义，因为它只是在海上购买了鱼鳍，并没有帮助或协助捕获鲨鱼的船只。 
因此，2011 年 1 月，美国总统巴拉克·奥巴马（Brack Obama）签署《鲨鱼保护法案》，使其正式成为法律，以堵住漏洞。具体而言，新法律禁止任何船只携带没有匹配数量和重量的鲨鱼遗体的鲨鱼鳍，所有鲨鱼必须完整附有鱼鳍才能上港。  该法案为鲨鱼产品创造了一个新市场。因为渔民要随船带着完整的鲨鱼尸体回港，所以他们需要找到处理鲨鱼其它部分的办法。因此，他们不仅卖鱼翅，还卖鲨鱼肉和鲨鱼油。当这些东西被出售时，它们也创造了新的需求。现在渔民有了捕捞和猎取鲨鱼的新动力。根据粮农组织（FAO）题为“全球鲨鱼产品市场状况”的渔业和水产养殖技术论文，「……需求增长和旨在鼓励充分利用尸体的反割鳍法规相结合，使鲨鱼肉市场大幅扩大。」 
还有其他法律被提出，以禁止在美国销售鱼翅。目前的全国性禁令禁止在美国水域捕鲨割鳍，但并未禁止销售或购买从其它地区捕获的鱼翅。 美国众议院于 2019 年 11 月 20 日在两党投票中批准了一项法案，即 「2019 年魚翅销售终结法案」。该法案要由美国参议院通过，然后由总统签署才能成为法律。如果获得通过，该法案将禁止在全美範圍內买卖鱼翅，并对每项违法行为处以最高 100,000 美元的罚款。该法案仍然允许为了维持生计和科学目的而捕获鲨鱼。 

#### 各州
2010 年，夏威夷成为首个禁止持有、销售和分销鲨鱼鳍的州。相關法律于 2011 年 7 月 1 日生效。 俄勒冈州、加利福尼亚州、 关岛领土、 和北马里亚纳群岛联邦也颁布了类似的法律。 加利福尼亚州州长杰里·布朗（Jerry Brown）在簽署法案時提到了割鰭的残酷性，及其对环境和商业捕鱼的潜在威胁。 反对者指责这项禁令是对作爲魚翅羹的主要消费者的華人的歧视，当时联邦法律已经禁止割鰭的行爲。在这些法律下，仍然可以捕捞整条鲨鱼，但不能再出售鲨鱼鳍。
2012 年，包括孟昭文（Grace Meng）在内的纽约州众议院立法委员提出了一项类似的法案，该法案于 2013 年通过。纽约并不是唯一一个考虑实施该禁令的东部州。但由于其境內的曼哈顿華埠和法拉盛的华裔美国人社区使纽约成为东部鱼翅的主要进口州，纽约州的通过有顯著意义。孟承认，虽然她喜欢魚翅羹，但“做负责任的公民很重要”。纽约的年轻华裔美国人并不认为这是他们文化的重要组成部分。“只有老人想要它：当他们的孙子结婚时，他们想要最贵的东西，比如皇帝，”一家中餐馆的服务员说。因爲預期禁令会通过，许多销售魚翅的商家都已经停止訂購。 
2013 年 4 月，马里兰州成为东海岸第一个颁布法律禁止捕鯊割鰭或鱼翅进口的州。得克萨斯州、伊利诺伊州、特拉华州、罗德岛州和马萨诸塞州也颁布了禁令。總計有 11 州。
2017 年 6 月，内华达州通过了一项法案，禁止出售或持有鲨鱼和其他几种濒危物种的身体部位，并宣布魚翅羹非法。内华达州的赌场游客越来越多地食用鱼翅羹，这使其成为當時美国魚翅貿易的聚集地。
2020 年 1 月，新泽西州通过法案，成为第 13 个禁止鱼翅的州。由此而生的罚金将用于资助该州的野生动物保护。
尽管有这些禁令，但由于执法不力，许多餐馆仍在出售鱼翅。 动物福利研究所（Animal Welfare Institute）维护有一份美国内出售魚翅羹的餐馆名单 （页面存档备份，存于）。 

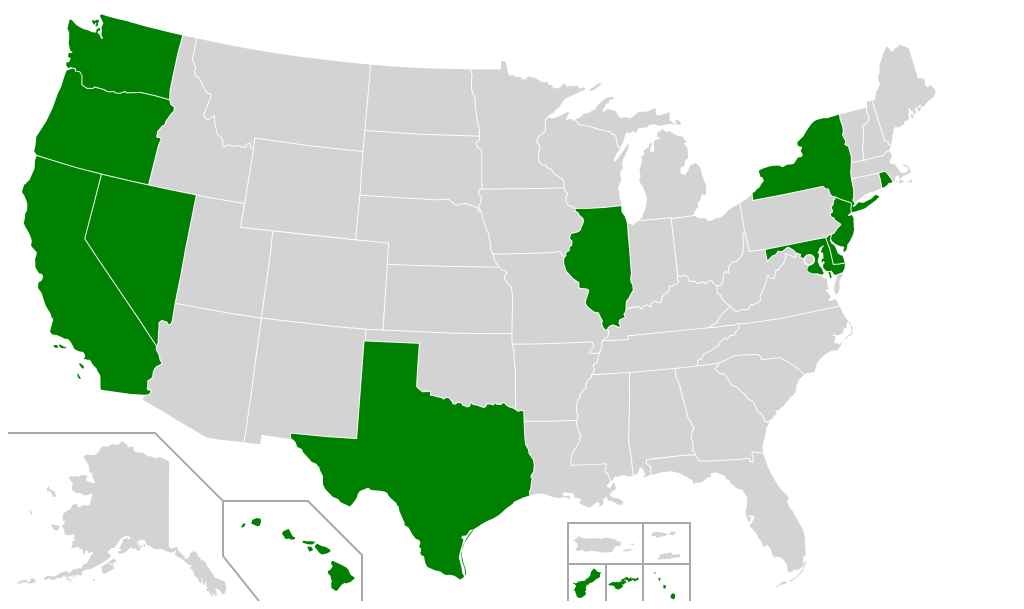
禁止销售和持有鱼翅的州或领地（以绿色指示）

截至 2020 年 1 月，美国有 13 个州和 3 个领地已禁止销售和持有鱼翅：
| - 美属萨摩亚 - 加利福尼亚州 - 特拉华州 - 關島 - 夏威夷州 - 伊利诺伊州 - 马里兰州 - 马萨诸塞州 | - 内华达州 - 新泽西州 - 纽约州 - 俄勒冈州 - 罗得岛州 - 德克萨斯州 - 华盛顿州 |

### 联合国
世界糧農組織的報告認爲，近几十年来，对包含鱼翅在内的鲨鱼产品高需求和经济全球化创造了一个真正的全球市场。新市场的出现，以及更严格的法规，为鲨鱼的充分利用创造了更大的动力。供应链和市场需求也都有很大变化。尽管反鱼翅组织和环保组织成功地减少了鱼翅消费和捕鲨割鳍的行为，建成并维护有效监管系统的压力仍在。 